# Īnalū
Īnalū (persiska: ينَلو, اَنيلو, اینلو) är en ort i Iran.   Den ligger i provinsen Ardabil, i den nordvästra delen av landet, 400 km nordväst om huvudstaden Teheran. Īnalū ligger 1 972 meter över havet och antalet invånare är 582.
Terrängen runt Īnalū är huvudsakligen kuperad. Īnalū ligger uppe på en höjd. Runt Īnalū är det ganska glesbefolkat, med 38 invånare per kvadratkilometer. Närmaste större samhälle är Kūrā'īm, 14,6 km väster om Īnalū. Trakten runt Īnalū består i huvudsak av gräsmarker.